# Lúcio Méssio Rústico
Lúcio Méssio Rústico (em latim: Lucius Messius Rusticus) foi um senador romano nomeado cônsul sufecto para o nundínio de setembro a dezembro de 114 com Lúcio Hédio Rufo Loliano Ávito. 